# La marsellesa

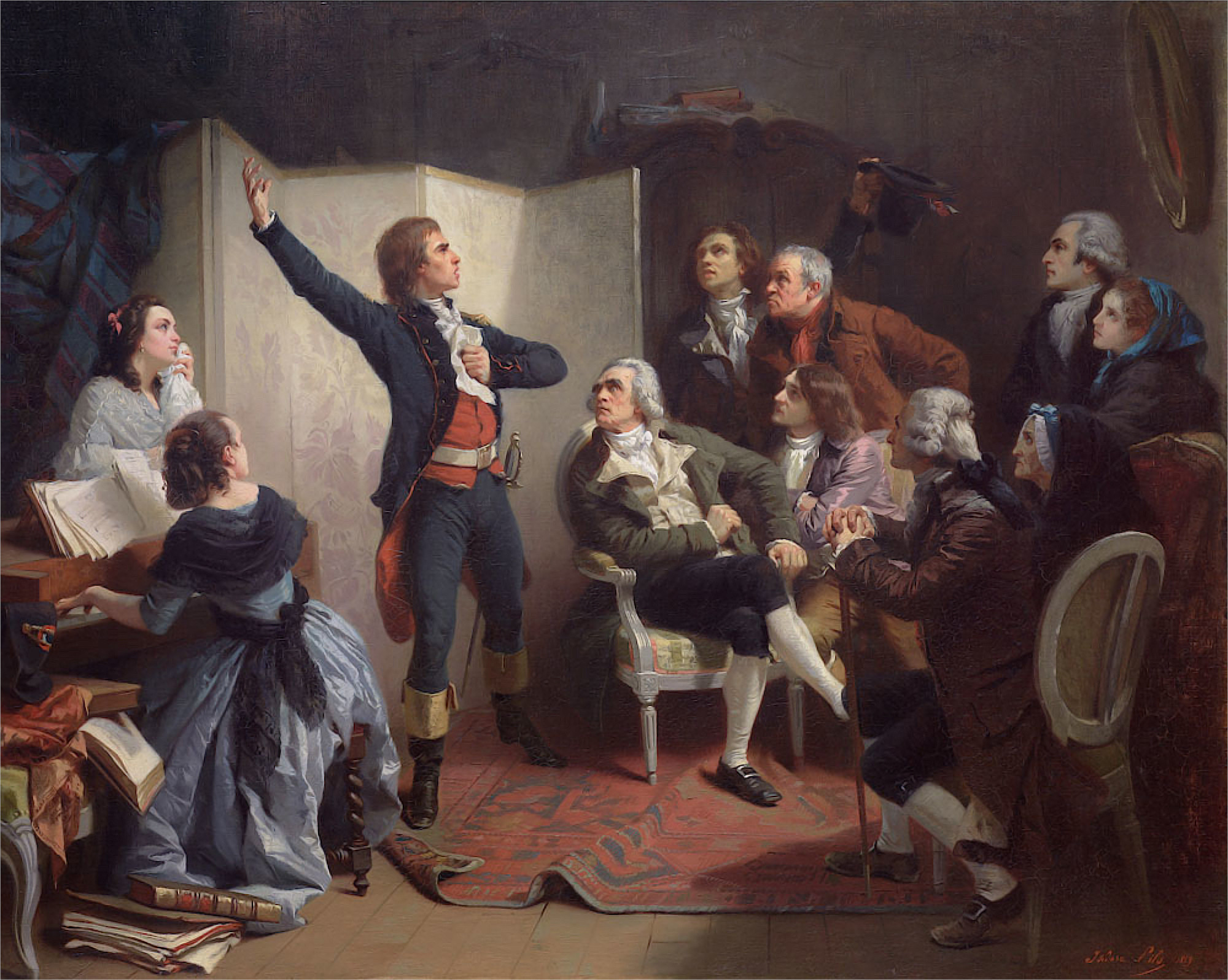
Rouget de Lisle canta La Marsellesa por primera vez.

La marsellesa (en francés: La Marseillaise) es el himno nacional de Francia, oficializado el 11 de junio de 2010. Fue escrito en 1792 por Rouget de Lisle Fue prohibido durante el Imperio y la Restauración. Vuelve a ser el himno nacional desde la III República. Durante 1940-1945 fue nuevamente prohibido, y su canto era considerado como un símbolo de resistencia a la ocupación alemana y al régimen colaboracionista de Vichy. Es tocada en parte de la obra Obertura 1812 de Piotr Ilich Chaikovski.

## Orígenes
A medida que avanzaba la Revolución francesa, las monarquías de Europa empezaron a preocuparse de que el fervor revolucionario se extendiera a sus países. La Guerra de la Primera Coalición fue un esfuerzo por detener la revolución, o al menos contenerla en Francia. Al principio, el ejército francés no se distinguió, y los ejércitos de la Coalición invadieron Francia. El 25 de abril de 1792, el barón Philippe-Frédéric de Dietrich, alcalde de Estrasburgo y maestro de la logia masónica local, pide a su invitado masón Rouget de Lisle que componga una canción «que reúna a nuestros soldados de todas partes para defender su patria amenazada». Esa noche, Rouget de Lisle escribió «Chant de guerre pour l'Armée du Rhin» (Canción de guerra para el ejército del Rin), y dedicó la canción al mariscal Nicolas Luckner, un masón bávaro al servicio de Francia desde Cham. Una placa en el edificio de la plaza Broglie donde se encontraba la casa de De Dietrich conmemora el acontecimiento. De Dietrich fue ejecutado al año siguiente, durante el Reinado del Terror.
La melodía se convirtió pronto en el reclamo de la Revolución Francesa y fue adoptada como «La Marsellesa» después de que los voluntarios (fédérés en francés) de Marsella la cantaran por primera vez en las calles a finales de mayo. Estos fédérés hicieron su entrada en la ciudad de París el 30 de julio de 1792, después de que un joven voluntario de Montpellier llamado François Mireur la cantara en una reunión patriótica en Marsella, y las tropas la adoptaran como canción de marcha de la Guardia Nacional de Marsella. Mireur, médico recién licenciado, llegó a ser general a las órdenes de Napoleón Bonaparte y murió en Egipto a los 28 años.
La letra de la canción refleja la invasión de Francia por parte de los ejércitos extranjeros (de Prusia y Austria) que estaba en marcha cuando se escribió. Estrasburgo fue atacada pocos días después. Las fuerzas invasoras fueron rechazadas de Francia tras su derrota en la batalla de Valmy. Como la gran mayoría de los alsacianos no hablaban francés, en octubre de 1792 se publicó en Colmar una versión en alemán (Auf, Brüder, auf dem Tag entgegen).
La Convención la aceptó como himno nacional francés en un decreto aprobado el 14 de julio de 1795, convirtiéndola en el primer himno de Francia. Más tarde perdió este estatus bajo Napoleón I, y la canción fue prohibida directamente por Luis XVIII y Carlos X, siendo reinstaurada sólo brevemente tras la Revolución de Julio de 1830. Durante el reinado de Napoleón I, «Veillons au salut de l'Empire» fue el himno no oficial del régimen, y en el reinado de Napoleón III, fue «Partant pour la Syrie», pero el Gobierno recuperó el himno icónico en un intento de motivar al pueblo francés durante la Guerra franco-prusiana. Durante el siglo XIX y principios del XX, La Marsellesa fue reconocida como el himno del movimiento revolucionario internacional; como tal, fue adoptada por la Comuna de París en 1871, aunque con una nueva letra bajo el título «La marsellesa de la Comuna». Ocho años más tarde, en 1879, fue restituido como himno nacional de Francia, y así ha permanecido desde entonces.
Debido al alto desconocimiento del himno entre muchos jóvenes franceses, la ley Fillon para la reforma de la educación adoptada en marzo de 2005, incluye la obligación del aprendizaje de la Marsellesa en la educación infantil y primaria.

## Música
La versión oficial está disponible en el sitio de la Presidencia de la República.

## Letra
Nota: actualmente en Francia solo se canta la primera estrofa —y a veces la sexta y séptima— y el estribillo. Mireille Mathieu grabó una versión en la que entona La Marsellesa cantando la primera, quinta y sexta estrofas, además del estribillo.
La violencia de la letra se critica en la propia Francia, a pesar de su carácter meramente defensivo. Debido a ello, ha habido numerosos intentos de reescribirla, destacando los de Alphonse de Lamartine, Victor Hugo, Mireille Mathieu, Serge Gainsbourg o Yannick Noah con Aux rêves citoyens !
La expresión «sangre impura» se interpreta a menudo como racista, pero esta interpretación no es nueva. Está copiada de una canción anti-inglesa muy popular durante la Guerra de los Siete Años.
«Aux armes citoyens!» figura también en Ode aux Français (Oda a los Franceses) firmada por Ecouchard en 1762.
| Letra en francés | Traducción al español |
| Primera estrofa (Himno de Francia) | Primera estrofa (Himno de Francia) |
| --- | --- |
| Allons enfants de la Patrie, Le jour de gloire est arrivé ! Contre nous de la tyrannie L'étendard sanglant est levé (bis) Entendez-vous dans les campagnes Mugir ces féroces soldats ? Ils viennent jusque dans vos bras Égorger vos fils, vos compagnes !                              | Marchemos, hijos de la Patria, ¡ha llegado el día de gloria! Contra nosotros, de la tiranía, El sangriento estandarte se alza. (bis) ¿Oís en los campos el bramido de aquellos feroces soldados? ¡Vienen hasta vuestros mismos brazos a degollar a vuestros hijos y esposas!                        |
| Estribillo (la segunda estrofa a veces es omitida) | |
| Aux armes, citoyens ! Formez vos bataillons ! Marchez, marchez ! Qu'un sang impur Abreuve vos sillons ! Aux armes, citoyens ! Formons nos bataillons ! Marchons, marchons ! Qu'un sang impur Abreuve nos sillons !                                                                      | ¡A las armas, ciudadanos! ¡Formad vuestros batallones! ¡Marchad, marchad! ¡Que la sangre de los impuros riegue vuestros campos! ¡A las armas, ciudadanos! ¡Formemos nuestros batallones! ¡Marchemos, marchemos! ¡Que la sangre de los impuros riegue nuestros campos!                               |
| Segunda estrofa | |
| Que veut cette horde d'esclaves, De traîtres, de rois conjurés ? Pour qui ces ignobles entraves, Ces fers dès longtemps préparés ? (bis) Français, pour nous, ah ! quel outrage ! Quels transports il doit exciter ! C'est nous qu'on ose méditer De rendre à l'antique esclavage !     | ¿Qué pretende esa horda de esclavos, de traidores, de reyes conjurados? ¿Para quién esas viles cadenas, esos grilletes de hace tiempo preparados? (bis) Para nosotros, franceses, ¡ah, qué ultraje! ¡Qué emociones debe suscitar! ¡A nosotros osan intentar reducirnos a la antigua servidumbre!    |
| Tercera estrofa | |
| Quoi ! des cohortes étrangères Feraient la loi dans nos foyers ! Quoi ! ces phalanges mercenaires Terrasseraient nos fiers guerriers ! (bis) Grand Dieu ! par des mains enchaînées Nos fronts sous le joug se ploieraient De vils despotes deviendraient Les maîtres de nos destinées ! | ¡Cómo, cohortes extranjeras, harían la ley en nuestros hogares! ¡Cómo, esas falanges mercenarias derrotarían a nuestros fieros guerreros! (bis) ¡Dios santo! Encadenadas por otras manos, nuestras frentes se inclinarían bajo el yugo. Unos déspotas viles serían los dueños de nuestros destinos. |
| Cuarta estrofa | |
| Tremblez, tyrans et vous perfides L'opprobre de tous les partis Tremblez ! vos projets parricides Vont enfin recevoir leurs prix ! (bis) Tout est soldat pour vous combattre, S'ils tombent, nos jeunes héros, La terre en produit de nouveaux, Contre vous tout prêts à se battre !    | Temblad, tiranos y pérfidos, oprobio de todos los partidos ¡temblad! ¡Vuestros planes parricidas recibirán por fin su merecido! (bis) Todos son soldados para combatiros, Si nuestros jóvenes héroes caen, la tierra produce otros nuevos, ¡listos para luchar contra vosotros!                     |
| Quinta estrofa | |
| Français, en guerriers magnanimes Portez ou retenez vos coups ! Épargnez ces tristes victimes À regret s'armant contre nous. (bis) Mais ces despotes sanguinaires, Mais ces complices de Bouillé, Tous ces tigres qui, sans pitié, Déchirent le sein de leur mère !                     | ¡Franceses, magnánimos guerreros, asestad vuestros golpes o retenedlos! perdonad a esas víctimas tristes, que a su pesar se arman contra nosotros. (bis) ¡Pero no a esos déspotas sanguinarios, esos cómplices de Bouillé, todos esos tigres que, sin piedad, desgarran el seno de su madre!        |
| Sexta estrofa | |
| Amour sacré de la Patrie, Conduis, soutiens nos bras vengeurs Liberté, Liberté chérie, Combats avec tes défenseurs ! (bis) Sous nos drapeaux que la victoire Accoure à tes mâles accents, Que tes ennemis expirants Voient ton triomphe et notre gloire !                               | ¡Amor sagrado de la Patria, conduce y sostén nuestros brazos vengadores! ¡Libertad, Libertad amada, combate con tus defensores! (bis) ¡Que la victoria, a tus voces viriles, acuda bajo nuestras banderas! ¡Que tus enemigos, al expirar, vean tu triunfo y nuestra gloria!                         |
| Séptima estrofa | |
| Nous entrerons dans la carrière Quand nos aînés n'y seront plus, Nous y trouverons leur poussière Et la trace de leurs vertus (bis) Bien moins jaloux de leur survivre Que de partager leur cercueil, Nous aurons le sublime orgueil De les venger ou de les suivre                     | Entraremos en la cantera cuando nuestros mayores ya no estén, encontraremos sus cenizas y la huella de sus virtudes. (bis) Menos celosos de sobrevivirles que de compartir su tumba, tendremos el sublime orgullo de vengarlos o de seguirlos.                                                      |